# Edward Somerset, IV conte di Worcester
Edward Somerset, IV conte di Worcester (1568 – 3 marzo 1628), è stato un nobile inglese.

## Biografia
Egli era l'unico figlio maschio del III conte di Worcester, e di sua moglie Christiana Nord.
Fu un importante consigliere del re Giacomo I. Nel 1606 è stato nominato Keeper of the Great Park, un parco creato per la caccia da Enrico VIII intorno a Nonsuch Palace, di cui Worcester Park era una parte. Il residence Worcester Park House venne costruito nel 1607.
Il 21 febbraio 1589, successe al padre come conte di Worcester, e nel 1593 è stato nominato Cavaliere della Giarrettiera.

## Matrimonio
Nel dicembre 1571 sposò Lady Elizabeth Hastings, figlia di Francis Hastings, II conte di Huntingdon, e di Catherine Pole. Ebbero quindici figli:
- Lady Katherine Somerset (1575 - 30 ottobre 1624), sposò William Petre;
- William Somerset (1576);
- Henry Somerset, I marchese di Worcester (1576 - 18 dicembre 1646), sposò Anne Russell;
- Sir Thomas Somerset, I visconte Somerset (1578 - 1650) sposò Helen Barry;
- Charles Somerset (1580 - ?), sposò Elizabeth Powell;
- Francis Somerset (1582);
- Blanche Somerset (1583 - 28 ottobre 1649), sposò Thomas Arundell, II barone Arundell di Wardour;
- Sir Charles Somerset (1584 - ?), sposò Elizabeth Powell;
- Lady Catherine Somerset (1585);
- Christopher Somerset (1586);
- Edward Somerset (1588);
- Lady Elizabeth Somerset (1590 - ?), sposò Sir Henry Guilford;
- Lady Anne Somerset (1594);
- Lady Frances Somerset (1596);
- Lady Mary Somerset (1598);

## Morte
Morì il 3 marzo 1628. Fu sepolto nella cappella di famiglia nella Church of St Cadoc, Raglan, Monmouthshire.